# Chorthippus gongbuensis
Chorthippus gongbuensis är en insektsart som beskrevs av Liang och Z. Zheng 1991. Chorthippus gongbuensis ingår i släktet Chorthippus och familjen gräshoppor. Inga underarter finns listade i Catalogue of Life.